# The Wild Duck (film)
Pour plus de détails, voir Fiche technique et Distribution.
The Wild Duck est un film australien, sorti en 1984.

## Fiche technique
- Titre : The Wild Duck
- Réalisation : Henri Safran
- Scénario : Henri Safran, Tutte Lemkow, John Lind et Dido Merwin d'après Le Canard sauvage de Henrik Ibsen
- Pays d'origine : Australie
- Genre : drame
- Date de sortie : 1984

## Distribution
- Liv Ullmann : Gina
- Jeremy Irons : Harold
- Lucinda Jones : Henrietta
- John Meillon : Old Ackland
- Arthur Dignam : Gregory
- Michael Pate : Wardle